# Landtagswahlkreis Schwäbisch Gmünd
Der Landtagswahlkreis Schwäbisch Gmünd (Wahlkreis 25) ist ein Landtagswahlkreis in Baden-Württemberg. Er umfasst seit der Landtagswahl 2011 die Gemeinden Abtsgmünd, Bartholomä, Böbingen an der Rems, Durlangen, Eschach, Essingen, Göggingen, Gschwend, Heubach, Heuchlingen, Iggingen, Leinzell, Lorch, Mögglingen, Mutlangen, Obergröningen, Ruppertshofen, Schechingen, Schwäbisch Gmünd, Spraitbach, Täferrot und Waldstetten des Ostalbkreises. Zuvor gehörte Essingen dem Wahlkreis Aalen an. Wahlberechtigt waren bei der Wahl 2021 108.098 Einwohner.

## Wahl 2021
Die Landtagswahl 2021 hatte folgendes Ergebnis:
| Direktkandidat       | Partei           | Stimmen in % | Landtagswahl 2016 |
| -------------------- | ---------------- | ------------ | ----------------- |
| Martina Häusler      | Grüne            | 30,1         | 25,6              |
| Tim Bückner          | CDU              | 25,8         | 31,4              |
| Ruben Rupp           | AfD              | 12,0         | 16,2              |
| Jakob Unrath         | SPD              | 10,8         | 13,6              |
| Chris-Robert Berendt | FDP              | 10,8         | 7,1               |
| Christian Zeeb       | Die Linke        | 3,4          | 2,8               |
| Karl-Heinz Bok       | ödp              | 0,6          | 0,6               |
| Vera Melina Kayser   | Die PARTEI       | 1,7          | -                 |
| Karlheinz Siegmund   | dieBasis         | 1,0          | -                 |
| Martin Rust          | KlimalisteBW     | 0,7          | -                 |
| Sabine Lamla         | WiR2020          | 0,9          | -                 |
| Gabriele Regele      | Einzelbewerberin | 2,1          | -                 |

## Wahl 2016
Die Landtagswahl 2016 hatte folgendes Ergebnis:
| Direktkandidat         | Partei    | Stimmen in % | Landtagswahl 2011 Stimmen in % |
| ---------------------- | --------- | ------------ | ------------------------------ |
| Stefan Scheffold       | CDU       | 31,4         | 43,9                           |
| Veronika Gromann       | Grüne     | 25,6         | 18,8                           |
| Klaus Maier            | SPD       | 13,6         | 24,4                           |
| Julia Frank            | FDP       | 7,1          | 3,9                            |
| Alexander Relea-Linder | Die Linke | 2,8          | 2,9                            |
| Volker Dyken           | Piraten   | 0,8          | 1,6                            |
| Werner Bauknecht       | REP       | 0,3          | 1,6                            |
| Marina Djonovic        | NPD       | 0,6          | 1,1                            |
| Albert Seitzer         | ödp       | 0,6          | 0,6                            |
| Daniel Fiala           | ALFA      | 0,9          | –                              |
| Jan-Hendrik Czada      | AfD       | 16,2         | –                              |
| –                      | Sonstige  | –            | 1,2                            |

## Wahl 2011
Die Landtagswahl 2011 hatte folgendes Ergebnis:
| Direktkandidat         | Partei     | Stimmen in % | Landtagswahl 2006 Stimmen in % |
| ---------------------- | ---------- | ------------ | ------------------------------ |
| Stefan Scheffold       | CDU        | 43,9         | 48,1                           |
| Klaus Maier            | SPD        | 24,4         | 27,1                           |
| Brigitte Abele         | Grüne      | 18,8         | 08,7                           |
| Markus Zuschlag        | FDP        | 03,9         | 08,2                           |
| Susanne Kempf          | Die Linke  | 02,9         | WASG: 2,8                      |
| Sebastian Staudenmaier | Piraten    | 01,6         | –                              |
| Werner Seiler          | REP        | 01,6         | 03,6                           |
| Tanja Haupt            | NPD        | 01,1         | 00,0                           |
| Markus Grammel         | PBC        | 00,6         | 01,0                           |
| Marco Schörnig         | ödp        | 00,6         | 00,6                           |
| Andreas Friedinger     | Die PARTEI | 00,5         | –                              |

## Abgeordnete seit 1976
Bei den Landtagswahlen in Baden-Württemberg hat jeder Wähler nur eine Stimme, mit der sowohl der Direktkandidat als auch die Gesamtzahl der Sitze einer Partei im Landtag ermittelt werden. Dabei gibt es keine Landes- oder Bezirkslisten, stattdessen werden zur Herstellung des Verhältnisausgleichs unterlegenen Wahlkreisbewerbern Zweitmandate zugeteilt. Die bis zur Wahl 2006 gültige Regelung sah eine Zuteilung dieser Mandate nach absoluter Stimmenzahl auf Ebene der Regierungsbezirke vor.
Den Wahlkreis Schwäbisch Gmünd vertraten folgende Abgeordnete im Landtag:
| Partei | Art des Mandats | Gewählte |
| ------ | --------------- | --- |
| CDU    | Erstmandat      | Erich Ganzenmüller 1976 Helmut Ohnewald 1980, 1984, 1988, 1992 Stefan Scheffold 1996, 2001, 2006, 2011, 2016 |
| CDU    | Zweitmandat     | Tim Bückner 2021                                                                                             |
| SPD    | Zweitmandat     | Ulrich Lang 1976 Mario Capezzuto nachgerückt 1997, 2001 Klaus Maier 2011                                     |
| Grüne  | Erstmandat      | Martina Häusler 2021                                                                                         |
| AfD    | Zweitmandat     | Ruben Rupp 2021                                                                                              |